# Ophrys cilicica
Ophrys cilicica är en orkidéart som beskrevs av Rudolf Schlechter. Ophrys cilicica ingår i ofryssläktet, och familjen orkidéer. Inga underarter finns listade i Catalogue of Life.